# Ghetto (Kelly Rowland)
Ghetto è il decimo singolo ufficiale di Kelly Rowland, in coppia con Snoop Dogg. Il singolo si piazza 109º nella chart statunitense, diventando così il peggior piazzamento in classifica di un singolo dell'artista.

## Formato
single
1. "Ghetto" (Junior Vasquez & Gomi's Jazzy Radio Mix) - 3:29
2. "Ghetto" (Junior Vasquez & Gomi's Jazzy Main Mix) - 7:56
3. "Ghetto" (Junior Vasquez In Da Club Mix) - 9:52
4. "Ghetto" (Junior Vasquez In Da Dub Mix) - 8:07
5. "Ghetto" (Junior Vasquez & Gomi's Jazzy Radio TV Track) -  3:28
6. "Ghetto" (Junior Vasquez & Gomi's Jazzy Main TV Track) - 7:56

## Charts
| Chart (2007)                                      | Peak position |
| ------------------------------------------------- | ------------- |
| U.S. Billboard Bubbling Under R&B/Hip-Hop Singles | 9             |